# Mysmena calypso
Mysmena calypso là một loài nhện trong họ Mysmenidae.
Loài này thuộc chi Mysmena. Mysmena calypso được Willis J. Gertsch miêu tả năm 1960.